# Pueblo Nuevo Viñas
Pueblo Nuevo Viñas («Pueblo Nuevo»: por ser en su momento el nuevo pueblo de Santa Rosa; «Viñas»: por viñedos que crecían en el lugar) es un municipio del departamento de Santa Rosa de la región sur-oriente de la República de Guatemala. Este municipio celebra su fiesta titular en la tercera semana de enero en honor al Dulce Nombre de Jesús. En el territorio de este municipio se encuentra la laguna de Ixpaco y el volcán Tecuamburro.
El 8 de marzo de 1913, un terremoto de magnitud 6.4 daño severamente el poblado y destruyó por completo a la cabecera departamental, Cuilapa.

## Toponimia
En sus primeros días de existencia, se le conocía como «Pueblo Nuevo», ya que adoptó el nombre de la antigua cabecera de Santa Rosa que tenía el mismo nombre. El topónimo «viñas» provino de una uva silvestre que solía crecer en el territorio llamada «vido».[cita requerida]

## Geografía física

### Clima
La cabecera municipal de Pueblo Nuevo Viñas tiene clima tropical (Clasificación de Köppen: Aw).
| Parámetros climáticos promedio de Pueblo Nuevo Viñas | Parámetros climáticos promedio de Pueblo Nuevo Viñas | Parámetros climáticos promedio de Pueblo Nuevo Viñas | Parámetros climáticos promedio de Pueblo Nuevo Viñas | Parámetros climáticos promedio de Pueblo Nuevo Viñas | Parámetros climáticos promedio de Pueblo Nuevo Viñas | Parámetros climáticos promedio de Pueblo Nuevo Viñas | Parámetros climáticos promedio de Pueblo Nuevo Viñas | Parámetros climáticos promedio de Pueblo Nuevo Viñas | Parámetros climáticos promedio de Pueblo Nuevo Viñas | Parámetros climáticos promedio de Pueblo Nuevo Viñas | Parámetros climáticos promedio de Pueblo Nuevo Viñas | Parámetros climáticos promedio de Pueblo Nuevo Viñas | Parámetros climáticos promedio de Pueblo Nuevo Viñas |
| Mes                                                  | Ene.                                                 | Feb.                                                 | Mar.                                                 | Abr.                                                 | May.                                                 | Jun.                                                 | Jul.                                                 | Ago.                                                 | Sep.                                                 | Oct.                                                 | Nov.                                                 | Dic.                                                 | Anual                                                |
| ---------------------------------------------------- | ---------------------------------------------------- | ---------------------------------------------------- | ---------------------------------------------------- | ---------------------------------------------------- | ---------------------------------------------------- | ---------------------------------------------------- | ---------------------------------------------------- | ---------------------------------------------------- | ---------------------------------------------------- | ---------------------------------------------------- | ---------------------------------------------------- | ---------------------------------------------------- | ---------------------------------------------------- |
| Temp. máx. media (°C)                                | 28.5                                                 | 29.0                                                 | 30.0                                                 | 30.1                                                 | 29.6                                                 | 28.4                                                 | 29.2                                                 | 29.0                                                 | 28.0                                                 | 28.4                                                 | 28.1                                                 | 28.1                                                 | 28.9                                                 |
| Temp. media (°C)                                     | 22.6                                                 | 23.1                                                 | 24.0                                                 | 24.7                                                 | 24.6                                                 | 24.1                                                 | 24.5                                                 | 24.3                                                 | 23.7                                                 | 23.7                                                 | 22.9                                                 | 22.6                                                 | 23.7                                                 |
| Temp. mín. media (°C)                                | 16.8                                                 | 17.2                                                 | 18.1                                                 | 19.3                                                 | 19.7                                                 | 19.8                                                 | 19.8                                                 | 19.6                                                 | 19.5                                                 | 19.0                                                 | 17.8                                                 | 17.1                                                 | 18.6                                                 |
| Precipitación total (mm)                             | 2                                                    | 3                                                    | 11                                                   | 48                                                   | 189                                                  | 300                                                  | 232                                                  | 218                                                  | 284                                                  | 190                                                  | 36                                                   | 8                                                    | 1521                                                 |
| Fuente: Climate-Data.org                             |                                                      |                                                      |                                                      |                                                      |                                                      |                                                      |                                                      |                                                      |                                                      |                                                      |                                                      |                                                      |                                                      |

### Ubicación geográfica
El municipio de Pueblo Nuevo Viñas se encuentra en el departamento de Santa Rosa, a una distancia de 41 kilómetros de la cabecera departamental Cuilapa y a una distancia de 58 km de la capital Ciudad de Guatemala. 
Sus colindancias son:
- Norte: Villa Canales, municipio del departamento de Guatemala
- Sur: Guanagazapa, municipio del departamento de Escuintla
- Este: Chiquimulilla, Barberena, Guazacapán y Cuilapa, municipios del departamento de Santa Rosa[4]

|  | Norte: Villa Canales |                                                  |
|  |                      | Este: Chiquimulilla Barberena Guazacapán Cuilapa |
|  | Sur: Guanagazapa     |                                                  |

## Gobierno municipal
Los municipios se encuentran regulados en diversas leyes de la República, que establecen su forma de organización, lo relativo a la conformación de sus órganos administrativos y los tributos destinados para los mismos.  Aunque se trata de entidades autónomas, se encuentran sujetos a la legislación nacional y las principales leyes que los rigen desde 1985 son:
| N.º | Ley                                                | Descripción |
| --- | -------------------------------------------------- | --- |
| 1   | Constitución Política de la República de Guatemala | Tiene una regulación legal específica para los municipios en los artículos 253 al 262. |
| 2   | Ley Electoral y de Partidos Políticos              | Ley de carácter constitucional aplicable a los municipios en el tema de la conformación de sus autoridades electas. |
| 3   | Código Municipal                                   | Decreto 12-2002 del Congreso de la República de Guatemala. Tiene la categoría de ley ordinaria y contiene preceptos generales aplicables a todos los municipios, e inclusive contiene legislación referente a la creación de los municipios.             |
| 4   | Ley de Servicio Municipal                          | Decreto 1-87 del Congreso de la República de Guatemala. Regula las relaciones entra la municipalidad y los servidores públicos en materia laboral. Tiene su base constitucional en el artículo 262 de la constitución que ordena la emisión de la misma. |
| 5   | Ley General de Descentralización                   | Decreto 14-2002 del Congreso de la República de Guatemala. Regula el deber constitucional del Estado, y por ende del municipio, de promover y aplicar la descentralización y desconcentración económica y administrativa.                                |

El gobierno de los municipios está a cargo de un Concejo Municipal mientras que el código municipal —ley ordinaria que contiene disposiciones que se aplican a todos los municipios— establece que «el concejo municipal es el órgano colegiado superior de deliberación y de decisión de los asuntos municipales […] y tiene su sede en la circunscripción de la cabecera municipal»; el artículo 33 del mencionado código establece que «[le] corresponde con exclusividad al concejo municipal el ejercicio del gobierno del municipio».
El concejo municipal se integra con el alcalde, los síndicos y concejales, electos directamente por sufragio universal y secreto para un período de cuatro años, pudiendo ser reelectos.
Existen también las Alcaldías Auxiliares, los Comités Comunitarios de Desarrollo (COCODE), el Comité Municipal del Desarrollo (COMUDE), las asociaciones culturales y las comisiones de trabajo. Los alcaldes auxiliares son elegidos por las comunidades de acuerdo a sus principios y tradiciones, y se reúnen con el alcalde municipal el primer domingo de cada mes, mientras que los Comités Comunitarios de Desarrollo y el Comité Municipal de Desarrollo organizan y facilitan la participación de las comunidades priorizando necesidades y problemas.
Los alcaldes que ha habido en el municipio son:
| Período   | Nombre                | Breve descripción |
| --------- | --------------------- | --- |
| 2012      | Herbi Lisandro Zamora | Aunque resultó elegido, no pudo acceder al cargo cuando el Tribunal Supremo Electoral no se lo permitió por no estar avecindado en la localidad.                                                               |
| 2012-2016 | Rumualdo Yumán García | Asumió en lugar de Zamora, y sufrió un atentado en 2012 en el que resultó herido en una mano. El 30 de marzo de 2017 apareció asesinado en la aldea La Unión, en Guanagazapa, en el departamento de Escuintla. |

## Historia
En la época colonial formó parte de Escuintla. 

### Tras la Independencia de Guatemala
Al decretarse la primera Constitución Política del Estado de Guatemala el 11 de octubre de 1825, este se dividió el territorio en once distritos y varios circuitos.  Esa constitución estableció los circuitos para la administración de justicia en el territorio del Estado y menciona que Pueblo Nuevo Viñas —llamado entonces «Pueblo Nuevo de Santa Rosa»— era parte del Distrito Primero y específicamente del Circuito Norte-Guatemala, junto con los barrios de las parroquias de El Sagrario, La Merced, Candelaria, y San Sebastián en la Ciudad de Guatemala, y los poblados de Jocotenango, San Antonio La Paz, San Antonio Nacagüil, Carrizal, lo de Reyes, el Chato, las Vacas, las Tapias, las Flores, Chinautla, Palencia, Pontezuelas, Navajas, San José, lo de Iboy, Vuelta Grande y Zarzal.
Después de que el distrito de Mita se dividiera en los tres distritos de Jutiapa, Santa Rosa y Jalapa el municipio de Pueblo Nuevo Viñas fue establecido como municipio oficial del departamento de Santa Rosa el 15 de octubre de 1892.

### Terremoto de 1913
El día sábado 8 de marzo de 1913 un terremoto de magnitud 6.4 azotó al territorio de Santa Rosa, destruyendo a la cabecera departamental, Cuilapa. Tanto el terremoto inicial como las réplicas destruyeron muchas casas, escuelas e incluso la catedral y la prisión, con una considerable cantidad de víctimas mortales; similar destrucción sufrieron las localidades de Cerro Redondo, Llano Grande y El Zapote, las cuales también sufrieron daños considerables.  También fueron dañados seriamente los poblados de Fraijanes, Pueblo Nuevo Viñas, Coatepeque y Jalpatagua. En el área del epicentro, el terremoto provocó derrumbes y bloqueo de caminos y carreteras, e incluso se reportó una larga grieta que se formó en el Cerro Los Esclavos.

## Economía
Las actividad económica que más se realiza en el municipio de Pueblo Nuevo Viñas es la agricultura, ya que es la base fundamental económica de este municipio. Entre los productos más cosechados que están en este municipio está el café, ya que es la mayor fuente ingresos económicos. También se siembran los granos básicos. Los productos más cosechados son: café, frijol y maíz.